# Lituânia nos Jogos Olímpicos de Inverno de 1994
Lituânia participou dos Jogos Olímpicos de Inverno de 1994, realizados em Lillehammer, na Noruega. 
Foi a terceira aparição do país nos Jogos Olímpicos de Inverno onde foi representado por seis atletas, sendo três homens e três mulheres, que competiram em três esportes.

## Competidores
Esta foi a participação por modalidade nesta edição:
| Esporte             | Masculino | Feminino | Total |
| ------------------- | --------- | -------- | ----- |
| Biatlo              | 1         | 1        | 2     |
| Esqui cross-country | 1         | 1        | 2     |
| Patinação artística | 1         | 1        | 2     |
| Total               | 3         | 3        | 6     |

## Desempenho

### Biatlo
Masculino
| Atleta             | Evento           | Faltas | Tempo     | Pos. | Ref.  |
| ------------------ | ---------------- | ------ | --------- | ---- | ----- |
| Gintaras Jasinskas | Velocidade 10 km | 3      | 32:15.4   | 55º  | [ 3 ] |
| Gintaras Jasinskas | Individual 20 km | 6      | 1:04:08.9 | 58º  | [ 4 ] |

Feminino
| Atleta              | Evento            | Faltas | Tempo     | Pos. | Ref.  |
| ------------------- | ----------------- | ------ | --------- | ---- | ----- |
| Kazimiera Strolienė | Velocidade 7,5 km | 4      | 29:16.6   | 48º  | [ 5 ] |
| Kazimiera Strolienė | Individual 15 km  | 8      | 1:00:55.8 | 62º  | [ 6 ] |

### Esqui cross-country
Masculino
| Atleta           | Evento                | Tempo     | Pos. | Ref.   |
| ---------------- | --------------------- | --------- | ---- | ------ |
| Ričardas Panavas | 10 km clássico        | 26:46.1   | 38º  | [ 7 ]  |
| Ričardas Panavas | 30 km livre           | DNF       | DNF  | [ 8 ]  |
| Ričardas Panavas | 50 km clássico        | 2:19:01.3 | 32º  | [ 9 ]  |
| Ričardas Panavas | Perseguição combinada | 42:52.5   | 48º  | [ 10 ] |

Feminino
| Atleta        | Evento         | Tempo     | Pos. | Ref.   |
| ------------- | -------------- | --------- | ---- | ------ |
| Vida Vencienė | 5 km clássico  | DNF       | DNF  | [ 11 ] |
| Vida Vencienė | 15 km livre    | 45:41.2   | 32º  | [ 12 ] |
| Vida Vencienė | 30 km clássico | 1:32:18.9 | 25º  | [ 13 ] |

### Patinação artística
Misto
| Atleta                              | Evento        | Dança obrigatória | Dança original | Dança livre | Total | Pos. | Ref.   |
| ----------------------------------- | ------------- | ----------------- | -------------- | ----------- | ----- | ---- | ------ |
| Margarita Drobiazko Povilas Vanagas | Dança no gelo | 13+13             | 12             | 12          | 24.4  | 12º  | [ 14 ] |

Legenda
| Recorde mundial      | Recorde mundial (World record)               |                       | Recorde africano                      | Recorde africano (African) |                                           | Q | Classificado por posição (Qualified) |
| Recorde olímpico     | Recorde olímpico (Olympic record)            | Recorde da América    | Recorde da América (Americas)         | q                          | Classificado por melhor tempo (Qualified) |   |                                      |
| Melhor marca do ano  | Melhor marca do ano (World leading)          | Recorde asiático      | Recorde asiático (Asian)              | DNS                        | Não largou (Did not start)                |   |                                      |
| Recorde nacional     | Recorde nacional (National record)           | Recorde europeu       | Recorde europeu (European)            | DNF                        | Não terminou (Did not finish)             |   |                                      |
| Recorde pessoal      | Recorde pessoal do atleta (Personal best)    | Recorde da Oceania    | Recorde da Oceania (Oceania)          | DSQ / DQ                   | Desclassificado (Disqualified)            |   |                                      |
| Recorde da temporada | Recorde da temporada do atleta (Season best) | Recorde sul-americano | Recorde sul-americano (South America) | NM                         | Sem marca (No mark)                       |   |                                      |